# Liste der Monuments historiques in Cendrey
Die Liste der Monuments historiques in Cendrey führt die Monuments historiques in der französischen Gemeinde Cendrey auf.

## Liste der Objekte
| Bezeichnung | Beschreibung                                             | Standort                     | Kennzeichnung | Schutzstatus | Datum | Bild |
| ----------- | -------------------------------------------------------- | ---------------------------- | ------------- | ------------ | ----- | ---- |
| Kanzel      | Holz, 18. Jahrhundert                                    | in der Kirche St-Rémi (Lage) | PM25001539    | Classé       | 1991  |      |
| Pietà       | Holz, 19. Jahrhundert; nach einer Vorlage von Luc Breton | in der Kirche St-Rémi (Lage) | PM25001978    | Inscrit      | 1989  |      |